# Stelis collina
Stelis collina är en orkidéart som beskrevs av Rudolf Schlechter. Stelis collina ingår i släktet Stelis och familjen orkidéer. Inga underarter finns listade i Catalogue of Life.